# Lestyán Mózes
Lestyán Mózes (Csíkszentkirály, 1720. szeptember 17. – Székelyudvarhely, 1774.) Jézus-társasági áldozópap, később plébános.

## Életrajza
A bölcseletet Kolozsvárt végezve, 1743. október 18-án a rendbe lépett; a próbaév után 1744-ben I. éves teológus volt Trencsénben; 1746-tól 1749-ig gimnáziumi tanár és oláh hitszónok Kolozsvárt, 1750-ben a rhetorika tanára Egerben, 1754-ben IV. éves teológus Nagyszombatban, 1758-tól 1773-ig hitszónok, iskolaigazgató a rendház főnöke Udvarhelyt, hol a rend eltöröltetése (1773) után plébános volt és 1774-ben meghalt.

## Munkái
- Metempsychosis, seu Anima Pulcheriae Orientis Imperatricis in Augustam Occidentis Imperatricem Theresiam transfusa. Claudiopoli, 1749
- Xavier szent Ferencznek Jésus-társaságából-való India apostolának élete. Irta deák nelven Tursellini Horatius, magyarra ford. Kassa, 1759
- Loyola szent Ignácz Jesus társasága fundatorának élete. Írta deák nyelven Maffei János Péter, magyarra ford. Uo. 1763

Kézirati munkája a Magyar Nemzeti Múzeumban: Egyptomi József, az az Menynyországnak uttya, mellyet nyitt az ártatlanság. Ex latino patris Leyai S. J. in Hung. linguam convertit a. 1753. Tyrnavie, leiratott Bécsben 1754. aug. 15. (4rét 12 levél. Prologusában említtetik egy Salamon cz. tanodai dráma.)